# Путь Каттера
«Путь Каттера» (Cutter’s Way) — фильм, снятый в 1981 году в США чехословацким эмигрантом Иваном Пассером по мотивам романа Ньютона Торнбурга. Завершает собой полосу неонуаров 1970-х, начатую фильмами «Китайский квартал» и «Долгое прощание». Главный герой — циник Каттер, готовый пойти на всё, чтобы отомстить системе, которая послала его на бессмысленную войну во Вьетнаме, чем искорёжила его жизнь. Главные роли исполнили Джефф Бриджес, Джон Херд и Лиза Айкхорн.

## Сюжет
Автомобиль жиголо Ричарда Боуна (Бриджес) заглох в одном из переулков Санты-Барбары, когда он возвращался от очередной подруги на ночь. Из-за сильного ливня парень не смог разглядеть машину, которая отъехала от расположенного неподалёку мусорного бака. На следующее утро в мусорном баке был обнаружен труп несовершеннолетней проститутки, и к бросившему рядом свою машину Боуну наведались полицейские.
Вечером Боун и его друг Каттер (Херд), вернувшийся из Вьетнама без руки, без ноги и без глаза, отправились на общегородское представление, организованное местным «олигархом» Дж. Дж. Кордом. Боуну показалось, что именно его он видел ночью за рулём автомобиля. Каттер, разъедаемый алкоголизмом и склонный к паранойе, принимает решение пойти на шантаж, чтобы вывести предполагаемого негодяя на чистую воду...

## Съёмки и премьера
Изначально предполагалось, что главную роль в экранизации книги с каламбурным названием «Каттер и Боун» (Cutter and Bone — фамилии героев, которые можно перевести как «Резак и Кость») исполнит Дастин Хоффман. Название ленты было изменено уже после начала проката, так как многие зрители исходя из названия полагали, что идут на комедию, а не на «один из печальнейших фильмов в истории», как описал ленту один кинокритик. 
Студия United Artists находилась в тяжёлом финансовом положении из-за провала «Врат рая» и вынуждена была свести рекламную кампанию к минимуму. В ведущих изданиях вроде The New York Times первые отзывы о фильме были крайне негативными, что едва не побудило студию снять его с проката. Довольно скоро критика смягчилась, а на фестивале в Хьюстоне «Путь Каттера» даже был награждён призами за лучшие фильм, режиссуру, сценарий и актёрскую работу (Джон Херд).
Тем не менее в целом фильм прошёл практически незамеченным. В атмосфере всеобщего оптимизма начала 1980-х нотки паранойи, присущие резонансным фильмам предыдущего десятилетия, не вызывали отклика у публики. «Фильм можно убить так же, как человека. Полагаю, в United Artists убили этот фильм. Или по крайней мере пытались это сделать», — сетовал режиссёр летом 1981 года.

## Позднейшие оценки
В 1982 г. сценарий фильма был отмечен премией Эдгара По. Впоследствии Американский институт киноискусства, рассуждая о близорукости Американской киноакадемии, назвал актёрскую работу Лизы Айкхорн в этом фильме «самой недооценённой за всё десятилетие». Это один из любимых фильмов братьев Коэн, которые вспоминали о нём при работе над комедией «Большой Лебовски» с Бриджесом в главной роли. В современных рецензиях на фильм преобладают высокие оценки:
- По словам Тома Хаддлстона (Time Out) фильм, залитый светом позднего лета, с позиций сегодняшнего дня «воспринимается как прощание с семидесятыми: с честным политическим активизмом, социальной ответственностью, безбашенным потреблением наркотиков и спиртного, Вьетнамом, Калифорнией и юным Бриджесом»[1].
- Питер Брэдшоу (The Guardian): «Не поддающийся классификации, но блистательный перл американского независимого кино. Это приятельское кино или детективный триллер? Фильм-нуар? Метафизическая медитация по поводу возвращения из Вьетнама? Концовка (столь же захватывающая в своей странности, как и всё остальное) впечатляет»[5].
- Дэйв Кер: «Порождённое Уотергейтом стремление выложить карты на стол и нравственно обновиться напарывается на модернистское осознание относительности любой истины. Финальный аккорд повисает где-то между ликованием и полным отчаянием».